# Härnösand
Härnösand – miasto w środkowej Szwecji, nad Zatoką Botnicką. Siedziba władz administracyjnych gminy Härnösand oraz regionu Västernorrland. Około 18 003 mieszkańców.
W mieście rozwinął się przemysł maszynowy, drzewny oraz materiałów budowlanych.